# Gran Premio de Gran Bretaña de Motociclismo de 2019
El Gran Premio de Gran Bretaña de Motociclismo de 2019 (oficialmente GoPro British Grand Prix) fue la duodécima prueba del Campeonato del Mundo de Motociclismo de 2019. Tuvo lugar en el fin de semana del 23 al 25 de agosto de 2019 en el Circuito de Silverstone, situado entre las localidades de Northamptonshire y Buckinghamshire, Gran Bretaña.
La carrera de MotoGP fue ganada por Álex Rins, seguido de Marc Márquez y Maverick Viñales. Augusto Fernández fue el ganador de la prueba de Moto2, por delante de Jorge Navarro y Brad Binder. La carrera de Moto3 fue ganada por Marcos Ramírez, Tony Arbolino fue segundo y Lorenzo Dalla Porta tercero.

## Resultados

### Resultados MotoGP
| Pos.    | N.º | Piloto            | Constructor | Vueltas | Tiempo    | Parrilla | Puntos |
| ------- | --- | ----------------- | ----------- | ------- | --------- | -------- | ------ |
| 1       | 42  | Álex Rins         | Suzuki      | 20      | 40:12.799 | 5        | 25     |
| 2       | 93  | Marc Márquez      | Honda       | 20      | +0.013    | 1        | 20     |
| 3       | 12  | Maverick Viñales  | Yamaha      | 20      | +0.620    | 6        | 16     |
| 4       | 46  | Valentino Rossi   | Yamaha      | 20      | +11.439   | 2        | 13     |
| 5       | 21  | Franco Morbidelli | Yamaha      | 20      | +13.109   | 8        | 11     |
| 6       | 35  | Cal Crutchlow     | Honda       | 20      | +19.169   | 9        | 10     |
| 7       | 9   | Danilo Petrucci   | Ducati      | 20      | +19.682   | 11       | 9      |
| 8       | 43  | Jack Miller       | Ducati      | 20      | +20.318   | 3        | 8      |
| 9       | 44  | Pol Espargaró     | KTM         | 20      | +21.079   | 13       | 7      |
| 10      | 29  | Andrea Iannone    | Aprilia     | 20      | +25.144   | 17       | 6      |
| 11      | 63  | Francesco Bagnaia | Ducati      | 20      | +40.317   | 18       | 5      |
| 12      | 50  | Sylvain Guintoli  | Suzuki      | 20      | +45.478   | 19       | 4      |
| 13      | 55  | Hafizh Syahrin    | KTM         | 20      | +54.783   | 20       | 3      |
| 14      | 99  | Jorge Lorenzo     | Honda       | 20      | +56.651   | 21       | 2      |
| 15      | 17  | Karel Abraham     | Ducati      | 20      | +1:29.282 | 22       | 1      |
| 16      | 53  | Tito Rabat        | Ducati      | 20      | +1:31.716 | 16       |        |
| 17      | 30  | Takaaki Nakagami  | Honda       | 20      | +1:40.420 | 10       |        |
| Ret     | 41  | Aleix Espargaró   | Aprilia     | 19      | Retirado  | 12       |        |
| Ret     | 88  | Miguel Oliveira   | KTM         | 8       | Caída     | 15       |        |
| Ret     | 5   | Johann Zarco      | KTM         | 8       | Caída     | 14       |        |
| Ret     | 20  | Fabio Quartararo  | Yamaha      | 0       | Caída     | 4        |        |
| Ret     | 4   | Andrea Dovizioso  | Ducati      | 0       | Caída     | 7        |        |
| Fuente: |     |                   |             |         |           |          |        |

### Resultados Moto2
| Pos.    | N.º | Piloto                | Constructor | Vueltas | Tiempo       | Parrilla | Puntos |
| ------- | --- | --------------------- | ----------- | ------- | ------------ | -------- | ------ |
| 1       | 40  | Augusto Fernández     | Kalex       | 18      | 37:41.833    | 3        | 25     |
| 2       | 9   | Jorge Navarro         | Speed Up    | 18      | +0.489       | 2        | 20     |
| 3       | 41  | Brad Binder           | KTM         | 18      | +0.571       | 8        | 16     |
| 4       | 87  | Remy Gardner          | Kalex       | 18      | +0.738       | 4        | 13     |
| 5       | 45  | Tetsuta Nagashima     | Kalex       | 18      | +3.276       | 7        | 11     |
| 6       | 21  | Fabio Di Giannantonio | Speed Up    | 18      | +9.065       | 10       | 10     |
| 7       | 7   | Lorenzo Baldassarri   | Kalex       | 18      | +9.108       | 18       | 9      |
| 8       | 12  | Thomas Lüthi          | Kalex       | 18      | +9.355       | 12       | 8      |
| 9       | 10  | Luca Marini           | Kalex       | 18      | +13.119      | 6        | 7      |
| 10      | 97  | Xavi Vierge           | Kalex       | 18      | +13.753      | 5        | 6      |
| 11      | 27  | Iker Lecuona          | KTM         | 18      | +16.326      | 15       | 5      |
| 12      | 88  | Jorge Martín          | KTM         | 18      | +16.382      | 19       | 4      |
| 13      | 54  | Mattia Pasini         | Kalex       | 18      | +16.829      | 14       | 3      |
| 14      | 23  | Marcel Schrötter      | Kalex       | 18      | +17.843      | 13       | 2      |
| 15      | 5   | Andrea Locatelli      | Kalex       | 18      | +19.836      | 16       | 1      |
| 16      | 35  | Somkiat Chantra       | Kalex       | 18      | +20.920      | 22       |        |
| 17      | 62  | Stefano Manzi         | MV Agusta   | 18      | +21.159      | 17       |        |
| 18      | 77  | Dominique Aegerter    | MV Agusta   | 18      | +22.746      | 20       |        |
| 19      | 72  | Marco Bezzecchi       | KTM         | 18      | +23.366      | 24       |        |
| 20      | 11  | Nicolò Bulega         | Kalex       | 18      | +23.707      | 11       |        |
| 21      | 64  | Bo Bendsneyder        | NTS         | 18      | +23.906      | 21       |        |
| 22      | 16  | Joe Roberts           | KTM         | 18      | +28.918      | 31       |        |
| 23      | 96  | Jake Dixon            | KTM         | 18      | +31.491      | 23       |        |
| 24      | 65  | Philipp Öttl          | KTM         | 18      | +40.541      | 25       |        |
| 25      | 4   | Steven Odendaal       | NTS         | 18      | +47.477      | 27       |        |
| 26      | 3   | Lukas Tulovic         | KTM         | 18      | +53.613      | 26       |        |
| 27      | 18  | Xavier Cardelús       | KTM         | 18      | +57.669      | 30       |        |
| 28      | 19  | Teppei Nagoe          | Kalex       | 18      | +59.780      | 29       |        |
| Ret     | 22  | Sam Lowes             | Kalex       | 17      | Caída        | 9        |        |
| Ret     | 38  | Bradley Smith         | Kalex       | 8       | Caída        | 28       |        |
| Ret     | 73  | Álex Márquez          | Kalex       | 5       | Caída        | 1        |        |
| DNS     | 33  | Enea Bastianini       | Kalex       |         | No participó |          |        |
| 1. 2.   |     |                       |             |         |              |          |        |
| Fuente: |     |                       |             |         |              |          |        |

### Resultados Moto3
| Pos.    | N.º | Piloto              | Constructor | Vueltas | Tiempo    | Parrilla | Puntos |
| ------- | --- | ------------------- | ----------- | ------- | --------- | -------- | ------ |
| 1       | 42  | Marcos Ramírez      | Honda       | 17      | 37:50.443 | 9        | 25     |
| 2       | 14  | Tony Arbolino       | Honda       | 17      | +0.240    | 1        | 20     |
| 3       | 48  | Lorenzo Dalla Porta | Honda       | 17      | +0.374    | 2        | 16     |
| 4       | 23  | Niccolò Antonelli   | Honda       | 17      | +0.425    | 5        | 13     |
| 5       | 24  | Tatsuki Suzuki      | Honda       | 17      | +0.495    | 11       | 11     |
| 6       | 71  | Ayumu Sasaki        | Honda       | 17      | +0.816    | 4        | 10     |
| 7       | 17  | John McPhee         | Honda       | 17      | +1.045    | 6        | 9      |
| 8       | 7   | Dennis Foggia       | KTM         | 17      | +1.210    | 20       | 8      |
| 9       | 13  | Celestino Vietti    | KTM         | 17      | +1.235    | 7        | 7      |
| 10      | 79  | Ai Ogura            | Honda       | 17      | +1.300    | 8        | 6      |
| 11      | 5   | Jaume Masiá         | KTM         | 17      | +1.921    | 13       | 5      |
| 12      | 40  | Darryn Binder       | KTM         | 17      | +7.341    | 17       | 4      |
| 13      | 44  | Arón Canet          | KTM         | 17      | +12.318   | 12       | 3      |
| 14      | 52  | Jeremy Alcoba       | Honda       | 17      | +12.620   | 22       | 2      |
| 15      | 21  | Alonso López        | Honda       | 17      | +12.861   | 21       | 1      |
| 16      | 84  | Jakub Kornfeil      | KTM         | 17      | +13.034   | 29       |        |
| 17      | 16  | Andrea Migno        | KTM         | 17      | +13.114   | 15       |        |
| 18      | 25  | Raúl Fernández      | KTM         | 17      | +13.531   | 3        |        |
| 19      | 11  | Sergio García       | Honda       | 17      | +13.752   | 10       |        |
| 20      | 27  | Kaito Toba          | Honda       | 17      | +13.934   | 18       |        |
| 21      | 12  | Filip Salač         | KTM         | 17      | +14.028   | 24       |        |
| 22      | 82  | Stefano Nepa        | KTM         | 17      | +14.086   | 23       |        |
| 23      | 76  | Makar Yurchenko     | KTM         | 17      | +14.362   | 19       |        |
| 24      | 61  | Can Öncü            | KTM         | 17      | +27.836   | 25       |        |
| 25      | 69  | Tom Booth-Amos      | KTM         | 17      | +30.556   | 31       |        |
| 26      | 22  | Kazuki Masaki       | KTM         | 17      | +30.706   | 26       |        |
| 27      | 54  | Riccardo Rossi      | Honda       | 17      | +30.746   | 27       |        |
| 28      | 73  | Maximilian Kofler   | KTM         | 17      | +53.880   | 28       |        |
| 29      | 96  | Brandon Paasch      | KTM         | 17      | +1:03.928 | 30       |        |
| Ret     | 55  | Romano Fenati       | Honda       | 9       | Caída     | 14       |        |
| Ret     | 75  | Albert Arenas       | KTM         | 4       | Caída     | 16       |        |
| 1.      |     |                     |             |         |           |          |        |
| Fuente: |     |                     |             |         |           |          |        |